# Grand Prix de Fourmies 2009
La 77e édition du Grand Prix de Fourmies s'est déroulée le 13 septembre 2009 sur le circuit traditionnel tracé autour de la commune de Fourmies.
L'épreuve a été remportée par le Français Romain Feillu au terme d'un sprint massif devant l'Italien Manuel Belletti et le Biélorusse Yauheni Hutarovich.

## Présentation

### Parcours
La 77e édition du Grand Prix de Fourmies a emprunté, comme à son habitude, un parcours comprenant plusieurs boucles. Une première menant les coureurs du départ en centre-ville de Fourmies jusqu'à la ville de Jeumont ramenant ensuite le peloton vers Fourmies en passant notamment sur des routes escarpées et exposées au vent. Le peloton a ensuite dû emprunter à 6 reprises une boucle d'une dizaine de kilomètres tracée dans Fourmies avant de se disputer la victoire.

## Classement final
|    | Coureur             | Pays        | Équipe                       |    | Temps           |
| -- | ------------------- | ----------- | ---------------------------- | -- | --------------- |
| 1  | Romain Feillu       | France      | Agritubel                    | en | 4 h 50 min 57 s |
| 2  | Manuel Belletti     | Italie      | Serramenti PVC Diq.          | +  | m.t             |
| 3  | Yauheni Hutarovich  | Biélorussie | Française des jeux           |    | m.t             |
| 4  | Jimmy Casper        | France      | Besson Chaussures-Sojasun    |    | m.t             |
| 5  | Alexandre Usov      | Biélorussie | Cofidis                      |    | m.t             |
| 6  | Fabien Bacquet      | France      | Auber 93                     |    | m.t             |
| 7  | Stéphane Bonsergent | France      | Besson Chaussures-Sojasun    |    | m.t             |
| 8  | Peter Wrölich       | Autriche    | Milram                       |    | m.t             |
| 9  | Klaas Lodewyck      | Belgique    | Topsport Vlaanderen-Mercator |    | m.t             |
| 10 | Murilo Fischer      | Brésil      | Liquigas                     |    | m.t             |